# Miaoling (sockenhuvudort i Kina, Jiangxi Sheng, lat 29,10, long 114,70)
Miaoling är en sockenhuvudort i Kina. Den ligger i provinsen Jiangxi, i den sydöstra delen av landet, omkring 120 kilometer väster om provinshuvudstaden Nanchang. Antalet invånare är 8 966. Befolkningen består av 4 457 kvinnor och 4 509 män. Barn under 15 år utgör 20,0 %, vuxna 15-64 år 69 %, och äldre över 65 år 10,0 %.
Runt Miaoling är det ganska tätbefolkat, med 160 invånare per kvadratkilometer. Närmaste större samhälle är Chuantan, 15,3 km norr om Miaoling. I omgivningarna runt Miaoling växer i huvudsak blandskog.
Genomsnittlig årsnederbörd är 2 238 millimeter. Den regnigaste månaden är maj, med i genomsnitt 386 mm nederbörd, och den torraste är januari, med 46 mm nederbörd.